# جائزة الملك فيصل العالمية في العلوم
جائزة الملك فيصل العالمية في العلوم هي فرع من فروع جائزة الملك فيصل العالمية التي تقدمها مؤسسة الملك فيصل الخيرية. أضيفت جائزة العلوم في عام 1402 هـ/ 1982 م ومُنحت لأول مرة في عام 1404 هـ/ 1984 م، وتأتي موضوعات جائزة العلوم دوريةً بين الفيزياء، والرياضيات، والكيمياء، وعلم الحياة. يُعد مؤهلاً لنيل جائزة الملك فيصل العالمية في العلوم كل من قام بدراسةٍ علميّةٍ أصيلةٍ في موضوع الجائزة المعلن ونشرها، فنتج عنها فائدة ملحوظة للبشرية، وحقق هدفاً أو أكثر من أهداف الجائزة؛ وذلك وفقاً لتقدير لجنة الاختيار وحكمها. وكان البروفيسور السويسري هاينريخ روهرير أوّل فائزٍ بهذا الفرع من الجائزة عن الفيزياء بالاشتراك مع البروفيسور الألماني جيرد بينيج لجهودهما في اختراع وتطوير المجهر الماسح النفقي، وبعدها بعامين نالا جائزة نوبل في الفيزياء عن عملهما.
حُجبت الجائزة ثلاث مرات: الأولى كانت سنة 1404 هـ / 1983 م والتي كان موضوعها الفيزياء، والثانية سنة 1405 هـ / 1985 م وموضوعها "الكيمياء الحيويّة"، أما الثالثة فكانت سنة 1411 هـ / 1991 م وموضوعها "الرياضيات"، وذلك لأن الأعمال المرشّحة لا تتوافر فيها متطلبات الفوز بالجائزة المُعلن عنها.
حتى 2025م، فاز بجائزة الملك فيصل العالمية في العلوم 67 عالمًا من 13 جنسيّةً، كان آخرها للبروفيسور سوميو إيجيما في الفيزياء. الولايات المتحدة هي أكثر الدول فوزًا بجائزة العلوم إذ فاز بها 30 عالمًا. عربيًّا، فاز بالجائزة ثلاثة علماء عرب هم أحمد زويل ومصطفى عمرو السيد المصريان وكلاهما أيضًا يحملان الجنسية الأمريكيّة، وفي 2022 فاز البروفيسور التونسي نادر المصمودي أيضًا، وكان البروفيسور أحمد زويل هو أوّل عربيٍّ مسلمٍ يفوز بالجائزة، ونالها بالاشتراك مع البروفيسور ثيودور هينش لاكتشافاتهما في ميدان الليزر.

## الفائزون بالجائزة
| السنة            | الفائز | الصورة | الدولة | الموضوع | مرجع |
| ---------------- | --- | --- | --- | --- | --- |
| 1404 هـ / 1983 م | حجبت الجائزة: «قررت لجنة الاختيار حجب جائزة الملك فيصل العالمية للعلوم 1404هـ/ 1983م وموضوعها: “الفيزياء” لأن الأعمال المرشحة لا تتوافر فيها متطلبات الفوز بالجائزة مع ما بُذل فيها من جهد مشكور.»         | حجبت الجائزة: «قررت لجنة الاختيار حجب جائزة الملك فيصل العالمية للعلوم 1404هـ/ 1983م وموضوعها: “الفيزياء” لأن الأعمال المرشحة لا تتوافر فيها متطلبات الفوز بالجائزة مع ما بُذل فيها من جهد مشكور.»         | حجبت الجائزة: «قررت لجنة الاختيار حجب جائزة الملك فيصل العالمية للعلوم 1404هـ/ 1983م وموضوعها: “الفيزياء” لأن الأعمال المرشحة لا تتوافر فيها متطلبات الفوز بالجائزة مع ما بُذل فيها من جهد مشكور.»         | حجبت الجائزة: «قررت لجنة الاختيار حجب جائزة الملك فيصل العالمية للعلوم 1404هـ/ 1983م وموضوعها: “الفيزياء” لأن الأعمال المرشحة لا تتوافر فيها متطلبات الفوز بالجائزة مع ما بُذل فيها من جهد مشكور.»         | حجبت الجائزة: «قررت لجنة الاختيار حجب جائزة الملك فيصل العالمية للعلوم 1404هـ/ 1983م وموضوعها: “الفيزياء” لأن الأعمال المرشحة لا تتوافر فيها متطلبات الفوز بالجائزة مع ما بُذل فيها من جهد مشكور.»         |
| 1404 هـ / 1984 م | هاينريخ روهرير | | سويسرا | الفيزياء | [ 8 ] |
| 1404 هـ / 1984 م | جيرد بينيج | | ألمانيا | الفيزياء | [ 9 ] |
| 1405 هـ / 1985 م | حجبت الجائزة: «قررت لجنة الاختيار حجب جائزة الملك فيصل العالمية للعلوم 1405هـ/ 1985م وموضوعها: “الكيمياء الحيوية” لأن الأعمال المرشحة لا تتوافر فيها متطلبات الفوز بالجائزة مع ما بُذل فيها من جهد مشكور.» | حجبت الجائزة: «قررت لجنة الاختيار حجب جائزة الملك فيصل العالمية للعلوم 1405هـ/ 1985م وموضوعها: “الكيمياء الحيوية” لأن الأعمال المرشحة لا تتوافر فيها متطلبات الفوز بالجائزة مع ما بُذل فيها من جهد مشكور.» | حجبت الجائزة: «قررت لجنة الاختيار حجب جائزة الملك فيصل العالمية للعلوم 1405هـ/ 1985م وموضوعها: “الكيمياء الحيوية” لأن الأعمال المرشحة لا تتوافر فيها متطلبات الفوز بالجائزة مع ما بُذل فيها من جهد مشكور.» | حجبت الجائزة: «قررت لجنة الاختيار حجب جائزة الملك فيصل العالمية للعلوم 1405هـ/ 1985م وموضوعها: “الكيمياء الحيوية” لأن الأعمال المرشحة لا تتوافر فيها متطلبات الفوز بالجائزة مع ما بُذل فيها من جهد مشكور.» | حجبت الجائزة: «قررت لجنة الاختيار حجب جائزة الملك فيصل العالمية للعلوم 1405هـ/ 1985م وموضوعها: “الكيمياء الحيوية” لأن الأعمال المرشحة لا تتوافر فيها متطلبات الفوز بالجائزة مع ما بُذل فيها من جهد مشكور.» |
| 1406 هـ / 1986 م | مايكل جون بيردج | | المملكة المتحدة | الكيمياء الحيوية | [ 10 ] |
| 1407 هـ / 1987 م | مايكل عطية | | المملكة المتحدة | الرياضيات | [ 11 ] |
| 1408 هـ / 1988 م | ريكاردو ميليدي | | المملكة المتحدة | علم الحياة | [ 12 ] |
| 1408 هـ / 1988 م | بيير شامبون | | فرنسا | علم الحياة | [ 13 ] |
| 1409 هـ / 1989 م | ثيودور هينش | | ألمانيا | الفيزياء | [ 14 ] |
| 1409 هـ / 1989 م | أحمد حسن زويل | | مصر / الولايات المتحدة | الفيزياء | [ 15 ] |
| 1410 هـ / 1990 م | ريمون أرغل لوميوكس | | كندا | الكيمياء | [ 16 ] |
| 1410 هـ / 1990 م | مصطفى عمرو السيد | | مصر / الولايات المتحدة | الكيمياء | [ 17 ] |
| 1410 هـ / 1990 م | فرانك ألبرت كوتن | | الولايات المتحدة | الكيمياء | [ 18 ] |
| 1411 هـ / 1991 م | حجبت الجائزة: «قررت لجنة الاختيار حجب جائزة الملك فيصل العالمية للعلوم 1411هـ/ 1991م وموضوعها: “الرياضيات” لأن الأعمال المرشحة لا تتوافر فيها متطلبات الفوز بالجائزة مع ما بُذل فيها من جهد مشكور.»        | حجبت الجائزة: «قررت لجنة الاختيار حجب جائزة الملك فيصل العالمية للعلوم 1411هـ/ 1991م وموضوعها: “الرياضيات” لأن الأعمال المرشحة لا تتوافر فيها متطلبات الفوز بالجائزة مع ما بُذل فيها من جهد مشكور.»        | حجبت الجائزة: «قررت لجنة الاختيار حجب جائزة الملك فيصل العالمية للعلوم 1411هـ/ 1991م وموضوعها: “الرياضيات” لأن الأعمال المرشحة لا تتوافر فيها متطلبات الفوز بالجائزة مع ما بُذل فيها من جهد مشكور.»        | حجبت الجائزة: «قررت لجنة الاختيار حجب جائزة الملك فيصل العالمية للعلوم 1411هـ/ 1991م وموضوعها: “الرياضيات” لأن الأعمال المرشحة لا تتوافر فيها متطلبات الفوز بالجائزة مع ما بُذل فيها من جهد مشكور.»        | حجبت الجائزة: «قررت لجنة الاختيار حجب جائزة الملك فيصل العالمية للعلوم 1411هـ/ 1991م وموضوعها: “الرياضيات” لأن الأعمال المرشحة لا تتوافر فيها متطلبات الفوز بالجائزة مع ما بُذل فيها من جهد مشكور.»        |
| 1412 هـ / 1992 م | سيدني برينر | | المملكة المتحدة | علم الحياة | [ 19 ] |
| 1413 هـ / 1993 م | ستيفن تشو | | الولايات المتحدة | الفيزياء | [ 20 ] |
| 1413 هـ / 1993 م | هربرت فالتر | | ألمانيا | الفيزياء | [ 21 ] |
| 1414 هـ / 1994 م | دينيس بارنل سوليفان | | الولايات المتحدة | الرياضيات | [ 22 ] |
| 1415 هـ / 1995 م | كارل باري شاربلس | | الولايات المتحدة | الكيمياء | [ 23 ] |
| 1416 هـ / 1996 م | جيمس إدوارد روثمان | | الولايات المتحدة | علم الحياة | [ 24 ] |
| 1416 هـ / 1996 م | هيو ريجينالد بلام | | المملكة المتحدة | علم الحياة | [ 25 ] |
| 1416 هـ / 1996 م | غونتر بلوبل | | الولايات المتحدة | علم الحياة | [ 26 ] |
| 1417 هـ / 1997 م | إيريك ألين كورنيل | | الولايات المتحدة | الفيزياء | [ 27 ] |
| 1417 هـ / 1997 م | كارل وايمان | | الولايات المتحدة | الفيزياء | [ 28 ] |
| 1418 هـ / 1998 م | أندرو جون وايلز | | المملكة المتحدة | الرياضيات | [ 29 ] |
| 1419 هـ / 1999 م | ديتر زيباخ | | ألمانيا | الكيمياء | [ 30 ] |
| 1419 هـ / 1999 م | ريوجي نويوري | | اليابان | الكيمياء | [ 31 ] |
| 1420 هـ / 2000 م | جون كريغ فنتر | | الولايات المتحدة | علم الحياة | [ 32 ] |
| 1420 هـ / 2000 م | إدوارد أوزبورن ولسن | | الولايات المتحدة | علم الحياة | [ 33 ] |
| 1421 هـ / 2001 م | تشن ننغ يانغ | | الولايات المتحدة | الفيزياء | [ 34 ] |
| 1421 هـ / 2001 م | ساجيف جون | | كندا | الفيزياء | [ 35 ] |
| 1422 هـ / 2002 م | بيتر ويليستون شور | | الولايات المتحدة | الرياضيات | [ 36 ] |
| 1422 هـ / 2002 م | يوري مانين | | روسيا | الرياضيات | [ 37 ] |
| 1423 هـ / 2003 م | كوجي ناكانيشي | | اليابان | الكيمياء | [ 38 ] |
| 1423 هـ / 2003 م | م. فريدريك هوثورن | | الولايات المتحدة | الكيمياء | [ 39 ] |
| 1424 هـ / 2004 م | سمير زكي | | المملكة المتحدة | علم الحياة | [ 40 ] |
| 1425 هـ / 2005 م | فرانك ويلتشيك | | الولايات المتحدة | الفيزياء | [ 41 ] |
| 1425 هـ / 2005 م | فيديريكو كاباسو | | الولايات المتحدة | الفيزياء | [ 42 ] |
| 1425 هـ / 2005 م | أنطون تسايلينغر | | النمسا | الفيزياء | [ 43 ] |
| 1426 هـ / 2006 م | سايمون كيروان دونالدسن | | المملكة المتحدة | الرياضيات | [ 44 ] |
| 1426 هـ / 2006 م | مودومباي ناراسيمان | | الهند | الرياضيات | [ 45 ] |
| 1428 هـ / 2007 م | جيمس فريزر ستودارت | | المملكة المتحدة | الكيمياء | [ 46 ] |
| 1429 هـ / 2008 م | رودجر فينر | | ألمانيا | علم الحياة | [ 47 ] |
| 1430 هـ / 2009 م | راشد عليفتش سنييف | | روسيا | الفيزياء | [ 48 ] |
| 1430 هـ / 2009 م | ريتشارد هنري فريند | | المملكة المتحدة | الفيزياء | [ 49 ] |
| 1431 هـ / 2010 م | تيرينس تشاي شن تاو | | الولايات المتحدة | الرياضيات | [ 50 ] |
| 1431 هـ / 2010 م | إنريكو بومبيري | | الولايات المتحدة | الرياضيات | [ 51 ] |
| 1431 هـ / 2011 م | ريتشارد نيل زير | | الولايات المتحدة | الرياضيات | [ 52 ] [ 53 ] |
| 1431 هـ / 2011 م | جورج م. وايتسايدز | | الولايات المتحدة | الرياضيات | [ 54 ] |
| 1433 هـ / 2012 م | ألكسندر فارشفسكي | | الولايات المتحدة | علم الحياة | [ 55 ] |
| 1434 هـ / 2013 م | فيرينس كراوس | | المجر / النمسا | الفيزياء | [ 56 ] |
| 1434 هـ / 2013 م | بول كوركم | | كندا | الفيزياء | [ 57 ] |
| 1435 هـ / 2014 م | جيرد فولتينجز | | ألمانيا | الرياضيات | [ 58 ] |
| 1436 هـ / 2015 م | عمر موانس ياغي | | الولايات المتحدة | الكيمياء | [ 59 ] |
| 1436 هـ / 2015 م | مايكل غراتزل | | سويسرا | الكيمياء | [ 60 ] |
| 1437 هـ / 2016 م | فمسي كريشنا موثا | | الولايات المتحدة | البيولوجيا | [ 61 ] |
| 1437 هـ / 2016 م | ستيفن فيليب جاكسون | | سويسرا | البيولوجيا | [ 62 ] |
| 1438 هـ / 2017 م | لورينس مولينكامب | | هولندا | الفيزياء | [ 63 ] |
| 1438 هـ / 2017 م | دانيال لوس | | سويسرا | الفيزياء | [ 64 ] |
| 1439 هـ / 2018 م | جون بول | | المملكة المتحدة | الرياضيات | [ 65 ] |
| 1440هـ / 2019م   | ألين جوزيف بارد | | الولايات المتحدة | الكيمياء | [ 66 ] |
| 1440هـ / 2019م   | جون م.جي. فريشه | | الولايات المتحدة | الكيمياء | [ 67 ] |
| 1441هـ / 2020م   | شياو دونغ وانغ | | الصين / الولايات المتحدة | علم الحياة | [ 68 ] |
| 1442هـ / 2021م   | ستيوارت ستيفن باركين | | المملكة المتحدة | الفيزياء | [ 69 ] |
| 1443هـ / 2022م   | مارتين هايرر | | النمسا | الرياضيات | [ 70 ] |
| 1443هـ / 2022م   | نادر المصمودي | | تونس | الرياضيات | [ 71 ] |
| 1444هـ / 2023م   | جاكي يي رو ينغ | | الولايات المتحدة | الكيمياء | [ 72 ] |
| 1444هـ / 2023م   | تشاد ألكساندر مريكن | | الولايات المتحدة | الكيمياء | [ 72 ] |
| 1445هـ / 2024م   | هاورد يوان هاو تشانغ | | الولايات المتحدة | علم الحياة | [ 73 ] |
| 1446هـ / 2025م   | سوميو إيجيما | | اليابان | الفيزياء | [ 5 ] |